# Око за око (филм)
Око за око (енгл. An Eye for an Eye) је амерички акциони филм из 1981. године са Чаком Норисом у главној улози. 

## Радња филма
Шон Кејн (Чак Норис) је приморан да напусти одељење за наркотике полиције Сан Франциска након што је на своју руку осветио свог колегу. Након тога одлучује да сам настави борбу против мафије.